# Hán Xung Đế
Hán Xung Đế (chữ Hán: 漢冲帝; 143 – 145), tên thật là Lưu Bỉnh (劉炳), là vị Hoàng đế thứ chín của nhà Đông Hán, và là hoàng đế thứ 24 của nhà Hán trong lịch sử Trung Quốc.

## Vua yểu mạng
Lưu Bỉnh là con của Hán Thuận Đế, mẹ là Ngu quý nhân. Vì Lương hoàng hậu của Thuận Đế không có con nên ông được vua cha lập làm thái tử.
Tháng 8 năm 144, Thuận Đế mất, Lưu Bỉnh lên nối ngôi, tức là Hán Xung Đế. Lương hậu vợ chính của Thuận Đế trở thành thái hậu nắm quyền nhiếp chính, cùng anh là Lương Ký điều hành triều đình.
Xung Đế ốm yếu, làm vua không đầy 1 năm thì qua đời khi mới 2 tuổi, là một trong những vua yểu mang nhất nhà Hán và trong lịch sử Trung Quốc.
Xung Đế được chôn ở Hoài lăng, không được tôn miếu hiệu. Trong thời gian ở ngôi, Xung Đế dùng 2 niên hiệu
- Kiến Khang (144) [1]
- Vĩnh Gia (永熹, 145).

Quần thần bàn việc lập vua kế vị. Lý Cố muốn lập cháu 4 đời của Chương Đế là Lưu Toán, nhưng Lương thái hậu và ngoại thích Lương Ký đã lập cháu 6 đời của Hán Chương Đế là Lưu Toản mới 8 tuổi lên ngôi để dễ khống chế. Đó là vua Hán Chất Đế.